# Faro de Nules
El faro de Nules es un faro situado en la playa de Nules, en la provincia de Castellón, Comunidad Valenciana, España. Está gestionado por la autoridad portuaria de Castellón de la Plana.

## Historia
Fue construido en 1992 por la arquitecta Blanca Lleó, convirtiéndose en el único faro de España junto al faro de Irta que han sido realizados íntegramente por mujeres.